# Кирилюк, Оксана Юрьевна
Оксана Юрьевна Кирилюк (укр. Оксана Юріївна Кирилюк, 26 июня 1969) — украинская футболистка.

## Достижения
Чемпионат ВДФСОП
- Чемпион: 1989

Чемпионат СССР
- Чемпион (2): 1990, 1991

## Клубная статистика
| Выступление             | Выступление      | Выступление      | Лига | Лига | Кубок | Кубок | Итого | Итого |
| Клуб                    | Лига             | Сезон            | Игры | Голы | Игры  | Голы  | Игры  | Голы  |
| ----------------------- | ---------------- | ---------------- | ---- | ---- | ----- | ----- | ----- | ----- |
| Калужанка               | высшая           | 1994             | 11   | 0    | —     | —     | 11    | 0     |
| Калужанка               | Итого            | Итого            | 11   | 0    | —     | —     | 11    | 0     |
| Текстильщик (Раменское) | первая           | 1994             | 7    | 2    | —     | —     | 7     | 2     |
| Текстильщик (Раменское) | первая           | 1995             | 16   | 1    | —     | —     | 16    | 1     |
| Текстильщик (Раменское) | высшая           | 1996             | —    | —    | 1     | 0     | 1     | 0     |
| Текстильщик (Раменское) | Итого            | Итого            | 23   | 3    | 1     | 0     | 24    | 3     |
| Всего за карьеру        | Всего за карьеру | Всего за карьеру | 34   | 3    | 1     | 0     | 35    | 3     |

## Семья
- Кирилюк, Лилия Юрьевна — футболист